# Scorpiops neradi
Espèce
Synonymes
- Euscorpiops neradi Kovařík, Plíšková & Šťáhlavský, 2013

Scorpiops neradi est une espèce de scorpions de la famille des Scorpiopidae.

## Distribution
Cette espèce est endémique de Thaïlande. Elle se rencontre dans les parcs de Kaeng Krung et de Klong Phanom dans la province de Surat Thani et de  Khao Phanom Bencha dans la province de Krabi.

## Description
Le mâle holotype mesure 24,3 mm. Scorpiops neradi mesure de 24 à 28 mm.

## Systématique et taxinomie
Cette espèce a été décrite sous le protonyme Euscorpiops neradi par Kovařík, Plíšková et Šťáhlavský en 2013. Elle est placée dans le genre Scorpiops par Kovařík, Lowe, Stockmann et Šťáhlavský en 2020.

## Étymologie
Cette espèce est nommée en l'honneur de Ladislav Nerad.

## Publication originale
- Kovařík, Plíšková & Šťáhlavský, 2013 : « Euscorpiops neradi sp. n. from Thailand (Scorpiones: Euscorpiidae: Scorpiopinae). » Euscorpius, no 158, p. 1–8 (texte intégral).